# Marai zöldturákó
A marai zöldturákó (Schalow-turákó, Tauraco schalowi) a madarak osztályának turákóalakúak (Musophagiformes) rendjébe, ezen belül a turákófélék (Musophagidae) családjába tartozó faj. Korábbi rendszertanok a család más tagjaival együtt a kakukkalakúakkal rokonították.
A magyar név forrással nincs megerősítve.

## Származása, elterjedése
Afrika déli részén honos.

### Alfajai
- Tauraco schalowi chalcolophus
- Tauraco schalowi schalowi

## Megjelenése
Átlagos testhossza 40 centiméter; tömege 262-380 g. A nőstények általában kisebbek a hímeknél. Különös ismertetője a 65–75 mm hosszú, előrehajló, csúcsos tollbóbita, aminek a hegye fehér. Feje, nyaka és melle élénk világoszöld. Szemgyűrűje sárga.

## Életmódja
Párás erdők lombkoronájában érzi jól magát; hegyvidéki és parti erdőkben egyaránt előfordul.
Erdei gyümölcsökkel táplálkozik. Ügyesen mozog az ágai között, kékes-zöldes tollazatával jól rejtőzködik.

### Szaporodása
Ágakból készült fészkét fákra és bokrokra rakja.